# Elix Skipper
Elix Skipper (* 15. Dezember 1967 in Atlanta) ist ein amerikanischer Wrestler. Bekannt wurde er durch seine Auftritte für World Championship Wrestling und Total Nonstop Action Wrestling. Er ist verheiratet und hat drei Kinder aus einer früheren Ehe. Sein 22-jähriger Sohn wurde am 29. April 2009 in seinem Haus erschossen.

## Karriere
Bevor er sich dem Wrestling zuwandte, war Skipper Kickboxer. Mit seiner Entscheidung, Wrestler zu werden, kündigte er seinen Beruf als Schuhverkäufer in Ambala City und zog nach Atlanta, wo er beim WCW Power Plant, der Wrestlingschule der WCW trainierte.

### World Championship Wrestling (2000–2001)
Nachdem er vom Power Plant angenommen wurde, begann er mit seinem Training und debütierte 1999 zuerst in einer Independent Promotion. Nach acht Monaten im Training hatte er bei Saturday Night seine ersten TV-Auftritt. Sieben Monate später war er unter dem Namen Skip Over für Thunder und Nitro in der Cruiserweight Division und gegen Kollegen aus dem Power Plant aktiv.
Seit August 2000 trat Skipper unter seinem richtigen Namen und dem Zusatz „Primetime“ auf. Nachdem er am 14. August 2000 bei einem Match zwischen Lance Storm und Mike Awesome zu Storms Gunsten eingegriffen hatte, wurde Skipper als Storms neuer Tag-Team-Partner im neu formierten Team Canada vorgestellt, wobei ihm Storm den Cruiserweight-Titel (Storm nannte ihn „100 kilo and Under“-Titel; dt.: 100 Kilo und darunter) übergab. Entgegen seiner US-amerikanischen Nationalität und seinem fehlenden Wissen über Kanada, wurde er als Kanadier und ehemaliger Spieler der Canadian Football League, dazu mit einem Grey-Cup-Ring, ausgegeben. Am 2. Oktober 2000 verlor Skipper seinen Titel an Mike Sanders; anschließend wurde der Titel wieder in „Cruiserweight“-Titel umbenannt. Den Rest des Jahres 2000 fehdete Team Canada gegen die Misfits In Action und Filthy Animals.
Anfang 2001 verließ Skipper Team Canada und trat ausschließlich in der Cruiserweight Division an. Während des Februars und März teamte er mit Kid Romeo, um durch einen Wettbewerb unter acht Teams die ersten Träger des neu eingeführten WCW-Cruiserweight-Tag-Team-Titels zu ermitteln. Skipper und Romeo gewannen den Titel durch einen Sieg gegen Billy Kidman und Rey Mysterio, Jr. im Finale bei Greed, dem letzten Pay-per-View der WCW, am 18. März 2001. Am 26. März verloren sie die Gürtel bei Nitro an Kidman und Mysterio.
Im späteren Verlauf des Jahres 2001 wurde die WCW zusammen mit einer Reihe an Wrestlern, darunter Skipper, an die World Wrestling Federation verkauft.

### World Wrestling Federation (2001)
Elix Skipper debütierte in der WWF in der Frühphase der „Invasion“-Storyline als Mitglied der „Alliance“. Später schickte ihn die WWF zur Heartland Wrestling Association, einer ihrer Entwicklungsligen. Dort trainierte er neun Monate lang, bevor er im Dezember 2001 entlassen wurde.

### All Japan Pro Wrestling (2002)
Da er von der WWF entlassen worden war, kontaktierte Skipper The Great Muta, einen japanischen Wrestler, der ihn früher bereits eingeladen hatte, in Japan anzutreten. Skipper reiste umgehend nach Japan, wo er unter seinem richtigen Namen, als Dark Guerrera und als maskierter Extreme Blade für All Japan Pro Wrestling in den Ring stieg.

### Total Nonstop Action Wrestling (2002–2008)
Skipper trat mit deren Gründung im Juni 2002 der Promotion Total Nonstop Action Wrestling bei. Dort wrestlete er in der X-Division, trat aber gleichzeitig noch in Japan an. Seit dem 18. Dezember 2002 bildete er mit Low Ki und Christopher Daniels die Formation Triple X. Am gleichen Abend traten sie Sports Entertainment Xtreme, einer Heel-Gruppierung unter Vince Russo, bei.
Während der ersten Hälfte des Jahres 2003 fehdeten Triple X gegen America’s Most Wanted (Chris Harris und James Storm), wobei sie dreimal die NWA World Tag Team Championship gewannen. Während ihrer Titelregentschaft durften sie in jeder Kombination, ähnlich der Fabulous Freebirds, die Gürtel verteidigen. Triple X lösten sich Mitte 2003 auf, als Low Ki die TNA verließ, um nach Japan zu gehen. Am 25. Juni 2003 bezwangen America’s Most Wanted ihre Gegner Skipper und Daniels im ersten Cage-Match von TNA, womit die Fehde beendet wurde.
Skipper verließ TNA im Juli 2003 nach einem Streit um die Höhe seiner Gage und trat bis Dezember 2003 wieder in Japan an, als ihm TNA einen neuen, lukrativeren Vertrag anbot. Nach seiner Rückkehr zu TNA nahm Skipper am America’s X Cup Tournament und als Mitglied von Team USA am World X Cup Tournament teil. Team USA gewann zwar den World X Cup, verlor aber das Finale des America’s X Cup gegen Team Mexico.

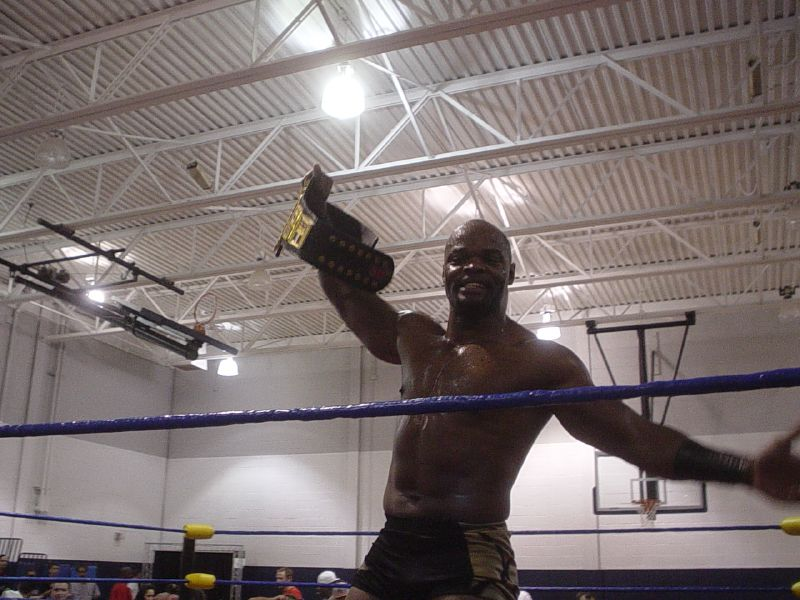
Skipper im Jahr 2005

Im Juli 2004 reformierten Skipper und Daniels Triple X und begannen eine erneute Fehde mit America’s Most Wanted. Im Laufe dieser Fehde mussten Skipper und Chris Harris zusammen gegen die NWA World Tag Team Champions The Naturals antreten, da ihre jeweiligen Partner nicht zur Verfügung standen. Trotz der vorgeblichen Mühe, zusammenzuarbeiten, bezwangen sie die Naturals. Skipper und Harris hielten die Titel mehrere Wochen, bevor sie sie an Christopher Daniels und James Storm abgeben mussten. Nachdem Daniels und Storm die Gürtel an Team Canada verloren, wurde die Fehde zwischen Triple X und America’s Most Wanted wieder aufgenommen. America’s Most Wanted durften Triple X am 7. November 2004 bei Victory Road in einem Last Team Standing-Match besiegen, wobei Skipper eine Gehirnerschütterung erlitt. Die Fehde gipfelte in einem Cage-Match bei Turning Point am 5. Dezember 2004, welches die Vorgabe hatte, dass das verlierende Team die Promotion verlassen müsse. America’s Most Wanted gewannen dieses Match. Während dieses Matches zeigte Skipper seinen Finisher, den New School (ein Rope Walk-Frankensteiner) vom oberen Käfigrand an Harris.
Danach startete ein Fehdenprogramm zwischen Skipper und Daniels, welches mit Skippers Niederlage im Match gegen Daniels um die TNA X Division Championship bei Lockdown am 24. April 2005 endete. Skipper verblieb in der X Division, bis man ihn sich im August 2005 Pat Kenneys „Diamonds in the Rough“-Gruppierung anschließen ließ, wo er ein Tag Team mit David Young bildete. Im Dezember 2005 gerieten die Diamonds in the Rough in ein Wortgefecht mit dem Major League Baseball-Catcher A.J. Pierzynski. Dieser revanchierte sich bei den Diamonds in the Rough dadurch, dass er sie bei Turning Point am 11. Dezember 2005 in einem Six-Man Tag-Team-Match den Sieg kostete.
Die Gruppierung war das Jahr 2006 über Teil der TNA-Tag-Team-Division, erhielt aber nur wenige hochkarätige Matches. Im Februar 2007 verließen Skipper und Young TNA, nachdem beide um ihre Entlassung gebeten hatten.
Am 15. Juli kehrte Skipper bei Victory Road bei einem Ultimate-X-Match zu TNA zurück und gründete Triple X mit Daniels und Senshi (dem früheren Low Ki) neu.
Nachdem Christopher Daniels laut Storyline gefeuert wurde, weil sein Koffer aus einem so genannten „Feast or Fired“-Match (dt.: Feier oder gefeuert werden) einen rosafarbenen Umschlag enthielt, bildete Skipper ein Team mit Senshi. Senshi erbat im Januar seine Entlassung, der stattgegeben wurde. Danach trat Skipper nur noch selten bei TNA auf, meistens als Jobber in Einzel-Matches. Sein letztes im Fernsehen übertragenes Match für TNA bestritt er im April 2008. Im Mai wurde er aus seinem Vertrag entlassen.

## Titel und Erfolge
- Elite Championship Wrestling
  - ECW World Heavyweight Championship[8]

- Georgia Championship Wrestling / Great Championship Wrestling
  - GCW National Television Championship[9]
  - GCW Tag Team Championship (2 ×) – mit John Bogie (1 ×) und David Young (1 ×)1[10]
  - GCW United States Junior Heavyweight Championship[11]
- NWA Shockwave
  - NWA Shockwave Cruiser X Championship[12]

- NWA Wildside
- NWA Wildside Junior Heavyweight Championship[13]
- NWA Wrestle Birmingham
  - NWA Alabama Tag Team Championship1 – with Sonny Siaki / David Young[14]
- Total Nonstop Action Wrestling
  - NWA World Tag Team Championship (4 ×) – mit Low Ki und Christopher Daniels (3x)2 und „Wildcat“ Chris Harris[15]
  - TNA World Cup X (2004) – mit Chris Sabin, Christopher Daniels und Jerry Lynn
  - Match of the Year (2004) – mit Christopher Daniels gegen Chris Harris und James Storm bei Turning Point am 5. Dezember 2004[16]
  - Memorable Moment of the Year (2004) Primetime walks the Six Sides of Steel at Turning Point[16]
- USA Xtreme Wrestling
  - UXW X-treme Championship[17]

- World Championship Wrestling
  - WCW Cruiserweight Championship[18]
  - WCW Cruiserweight Tag Team Championship – mit Kid Romeo[19]

1 Nachdem Siaki zu World Wrestling Entertainment gewechselt war, wählte Skipper Young als Ersatz, ohne dass die Regentschaft unterbrochen wurde.

2 Skipper verteidigte den Titel zusammen mit entweder Ki oder Daniels als Triple X unter Freebird Rule.